# Veine cérébrale inférieure
Les veines cérébrales inférieures (ou veines superficielles descendantes) sont des veines qui drainent la surface inférieure des hémisphères cérébraux et se déversent dans les sinus caverneux et transverses.
Celles situées à la surface orbitaire du lobe frontal, rejoignent les veines cérébrales supérieures et, à travers celles-ci, s'ouvrent dans le sinus sagittal supérieur.
Celles du lobe temporal s'anastomosent avec les veines cérébrales moyennes et basilaire, et rejoignent les sinus caverneux, sphéno-pariétal et pétreux supérieur.
On peut distinguer la veine de l'uncus de l'hippocampe, les veines orbitaires, les veines temporales inférieures du cerveau qui se jettent dans la veine basilaire et les veines temporo-occipitales.
Elles drainent le cortex et la substance blanche sous-jacente.